# جائزة اليابان الكبرى 2011
جائزة اليابان الكبرى 2011 (بالإنجليزية: 2011 Japanese Grand Prix)‏ هو سباق فورمولا 1 أقيم بتاريخ 9 أكتوبر 2011 في حلبة سوزوكا، ميه، اليابان. كان الخامس عشر من أصل 19 في بطولة العالم لسباقات الفورمولا واحد موسم 2011. حلّ البريطاني جنسن باتون أولا بينما جاء الإسباني فرناندو ألونسو في المركز الثاني وحصل على المركز الثالث الألماني سباستيان فيتل.